# Constant de Legendre

Els primers 100,000 elements de la seqüència a_{n} = ln(n) − n/π(n) (línia vermella) semblen convergir a un valor d'aproximadament 1.08366 (la línia blava).

La constant de Legendre és una constant matemàtica que apareix en una conjectura d'Adrien-Marie Legendre que mostra el comportament asimptòtic de la funció de recompte de primers {\displaystyle \pi (x)}. Se sap actualment que el seu valor és 1.
Una anàlisi de les demostracions numèriques disponibles llavors sobre els nombres primers van fer sospitar a Legendre que {\displaystyle \pi (x)} satisfeia una fórmula aproximada.
Legendre va conjecturar l'any 1808 que:
{\displaystyle \pi (x)={\frac {x}{\ln(x)-B(x)}}}
on {\displaystyle \lim _{x\to \infty }B(x)=1.08366}.... és la seqüència A228211 de l'OEIS.

O, cosa que és el mateix:
{\displaystyle \lim _{n\to \infty }\left(\ln(n)-{n \over \pi (n)}\right)=B}
on B és la constant de Legendre. Va donar un valor a B de 1.08366, però més enllà del seu valor exacte, l'existència de B implica el teorema dels nombres primers.
Pafnuti Txebixov va demostrar l'any 1849 que si el límit B existeix, llavors ha de ser igual a 1. Una demostració més senzilla va ser desenvolupada per Pintz l'any 1980.
És una conseqüència immediata del teorema dels nombres primers, en una forma determinada i una estimació explícita del terme de l'error:
{\displaystyle \pi (x)={\rm {Li}}(x)+O\left(xe^{-a{\sqrt {\ln x}}}\right)\quad {\text{a mesura que }}x\to \infty }
(per una certa constant positiva a, on O(…) és la notació de Landau), com va demostrar Charles de La Vallée Poussin l'any 1899, que B en efecte és igual a 1. (El teorema dels nombres primers havia estat demostrat l'any 1896, independentment per Jacques Hadamard i La Vallée Poussin, però sense cap estimació del valor del terme error.
Tenint com a valor un nombre tan simple com la unitat, la constant de Legendre ha acabat tenint únicament valor històric, i algun cop (de forma tècnicament incorrecta) s'ha arribat a utilitzar per denotar el primer valor que li va donar Legendre 1.08366... enlloc de 1.
Pierre Dusart va demostrar, l'any 2010 que:
{\displaystyle {\frac {x}{\ln x-1}}<\pi (x)} per {\displaystyle x\geq 5393}, i
{\displaystyle \pi (x)<{\frac {x}{\ln x-1.1}}} per {\displaystyle x\geq 60184}. Això té la mateixa forma que:
{\displaystyle \pi (x)={\frac {x}{\ln(x)-B(x)}}} amb {\displaystyle 1<B(x)<1.1}.